# Podabacia sinai
Espèce
Statut CITES
Podabacia sinai est une espèce de coraux appartenant à la famille des Fungiidae.